# Wuhan Open 2016 - Qualificazioni singolare
Le qualificazioni del singolare femminile del Wuhan Open 2016 sono state un torneo di tennis preliminare per accedere alla fase finale della manifestazione. Le vincitrici dell'ultimo turno sono entrate di diritto nel tabellone principale. In caso di ritiro di una o più giocatrici aventi diritto a queste sono subentrati le lucky loser, ossia le giocatrici che hanno perso nell'ultimo turno ma che avevano una classifica più alta rispetto alle altre partecipanti che avevano comunque perso nel turno finale.

## Teste di serie
1. Dar'ja Kasatkina (qualificata)
2. Christina McHale (ultimo turno)
3. Kateřina Siniaková (qualificata)
4. Ana Konjuh (primo turno)
5. Monica Niculescu (sempre impegnata nel torneo di Seul)
6. Alizé Cornet (qualificata)
7. Alison Riske (ultimo turno)
8. Julia Görges (qualificata)
9. Mirjana Lučić-Baroni (spostata nel tabellone principale)

1. Kateryna Bondarenko (ultimo turno)
2. Wang Qiang (ultimo turno)
3. Pauline Parmentier (ultimo turno)
4. Nicole Gibbs (primo turno)
5. Heather Watson (qualificata)
6. Louisa Chirico (qualificata)
7. Duan Yingying (ultimo turno)
8. Zhang Kailin (primo turno)

## Qualificate
1. Dar'ja Kasatkina
2. Louisa Chirico
3. Kateřina Siniaková
4. Bethanie Mattek-Sands

1. Heather Watson
2. Alizé Cornet
3. Elizaveta Kuličkova
4. Julia Görges

## Tabellone

### Legenda
| - Q = Qualificato - WC = Wild card - LL = Lucky loser | - ALT = Alternate - SE = Special Exempt - PR = Protected Ranking | - w/o = Walkover - r = Ritirato - d = Squalificato |

### Sezione 1
|  | Primo turno | Primo turno        | Primo turno        | Primo turno | Primo turno |  |  | Ultimo turno | Ultimo turno       | Ultimo turno       | Ultimo turno | Ultimo turno |  |
|  |             |                    |                    |             |             |  |  |              |                    |                    |              |              |  |
|  | 1           | Dar'ja Kasatkina   | 6                  | 4           | 7           |  |  |              |                    |                    |              |              |  |
|  | Alt         | Lucie Hradecká     | 4                  | 6           | 5           |  |  | 1            | Dar'ja Kasatkina   | Dar'ja Kasatkina   | 6            | 6            |  |
|  |             | Tamira Paszek      | Tamira Paszek      | 1           | r           |  |  | 12           | Pauline Parmentier | Pauline Parmentier | 2            | 3            |  |
|  | 12          | Pauline Parmentier | Pauline Parmentier | 3           |             |  |  |              |                    |                    |              |              |  |

### Sezione 2
|  | Primo turno | Primo turno      | Primo turno      | Primo turno | Primo turno |  |  | Ultimo turno | Ultimo turno     | Ultimo turno     | Ultimo turno | Ultimo turno |  |
|  |             |                  |                  |             |             |  |  |              |                  |                  |              |              |  |
|  | 2           | Christina McHale | Christina McHale | 6           | 6           |  |  |              |                  |                  |              |              |  |
|  |             | Zhu Lin          | Zhu Lin          | 0           | 2           |  |  | 2            | Christina McHale | Christina McHale | 6            | 7            |  |
|  |             | Marina Eraković  | 6                | 6           | 3           |  |  | 15           | Louisa Chirico   | Louisa Chirico   | 3            | 63           |  |
|  | 15          | Louisa Chirico   | 4                | 7           | 6           |  |  |              |                  |                  |              |              |  |

### Sezione 3
|  | Primo turno | Primo turno        | Primo turno        | Primo turno | Primo turno |  |  | Ultimo turno | Ultimo turno       | Ultimo turno       | Ultimo turno | Ultimo turno |  |
|  |             |                    |                    |             |             |  |  |              |                    |                    |              |              |  |
|  | 3           | Kateřina Siniaková | Kateřina Siniaková | 6           | 6           |  |  |              |                    |                    |              |              |  |
|  |             | Han Xinyun         | Han Xinyun         | 4           | 0           |  |  | 3            | Kateřina Siniaková | Kateřina Siniaková | 6            | 6            |  |
|  | Alt         | Cristiana Ferrando | Cristiana Ferrando | 2           | 1           |  |  | 16           | Duan Yingying      | Duan Yingying      | 3            | 3            |  |
|  | 16          | Duan Yingying      | Duan Yingying      | 6           | 6           |  |  |              |                    |                    |              |              |  |

### Sezione 4
|  | Primo turno | Primo turno           | Primo turno           | Primo turno | Primo turno |  |  | Ultimo turno          | Ultimo turno          | Ultimo turno          | Ultimo turno | Ultimo turno |  |
|  |             |                       |                       |             |             |  |  |                       |                       |                       |              |              |  |
|  | 4           | Ana Konjuh            | Ana Konjuh            | 0           | 0           |  |  |                       |                       |                       |              |              |  |
|  |             | Grace Min             | Grace Min             | 6           | 6           |  |  | Grace Min             | Grace Min             | Grace Min             | 2            | 4            |  |
|  |             | Bethanie Mattek-Sands | Bethanie Mattek-Sands | 6           | 6           |  |  | Bethanie Mattek-Sands | Bethanie Mattek-Sands | Bethanie Mattek-Sands | 6            | 6            |  |
|  | 17          | Zhang Kailin          | Zhang Kailin          | 1           | 3           |  |  |                       |                       |                       |              |              |  |

### Sezione 5
|  | Primo turno | Primo turno       | Primo turno       | Primo turno | Primo turno |  |  | Ultimo turno | Ultimo turno      | Ultimo turno      | Ultimo turno | Ultimo turno |  |
|  |             |                   |                   |             |             |  |  |              |                   |                   |              |              |  |
|  | Alt         | Andreja Klepač    | Andreja Klepač    | 2           | 1           |  |  |              |                   |                   |              |              |  |
|  |             | Samantha Crawford | Samantha Crawford | 6           | 6           |  |  |              | Samantha Crawford | Samantha Crawford | 63           | 2            |  |
|  | WC          | Liu Chang         | 1                 | 6           | 4           |  |  | 14           | Heather Watson    | Heather Watson    | 7            | 6            |  |
|  | 14          | Heather Watson    | 6                 | 0           | 6           |  |  |              |                   |                   |              |              |  |

### Sezione 6
|  | Primo turno | Primo turno         | Primo turno    | Primo turno | Primo turno |  |  | Ultimo turno | Ultimo turno        | Ultimo turno        | Ultimo turno | Ultimo turno |  |
|  |             |                     |                |             |             |  |  |              |                     |                     |              |              |  |
|  | 6           | Alizé Cornet        | Alizé Cornet   | 7           | 7           |  |  |              |                     |                     |              |              |  |
|  |             | Jennifer Brady      | Jennifer Brady | 5           | 64          |  |  | 6            | Alizé Cornet        | Alizé Cornet        | 6            | 6            |  |
|  |             | Tatjana Maria       | 7              | 3           | 3           |  |  | 10           | Kateryna Bondarenko | Kateryna Bondarenko | 2            | 1            |  |
|  | 10          | Kateryna Bondarenko | 5              | 6           | 6           |  |  |              |                     |                     |              |              |  |

### Sezione 7
|  | Primo turno | Primo turno          | Primo turno | Primo turno | Primo turno |  |  | Ultimo turno | Ultimo turno        | Ultimo turno | Ultimo turno | Ultimo turno |  |
|  |             |                      |             |             |             |  |  |              |                     |              |              |              |  |
|  | 7           | Alison Riske         | 6           | 1           | 6           |  |  |              |                     |              |              |              |  |
|  | Alt         | Anastasija Rodionova | 0           | 6           | 4           |  |  | 7            | Alison Riske        | 7            | 3            | 4            |  |
|  |             | Elizaveta Kuličkova  | 5           | 7           | 6           |  |  |              | Elizaveta Kuličkova | 62           | 6            | 6            |  |
|  | 13          | Nicole Gibbs         | 7           | 6           | 2           |  |  |              |                     |              |              |              |  |

### Sezione 8
|  | Primo turno | Primo turno       | Primo turno       | Primo turno | Primo turno |  |  | Ultimo turno | Ultimo turno | Ultimo turno | Ultimo turno | Ultimo turno |  |
|  |             |                   |                   |             |             |  |  |              |              |              |              |              |  |
|  | 8           | Julia Görges      | Julia Görges      | 6           | 6           |  |  |              |              |              |              |              |  |
|  | Alt         | Aleksandra Krunić | Aleksandra Krunić | 2           | 2           |  |  | 8            | Julia Görges | Julia Görges | 7            | 7            |  |
|  | WC          | Wang Yafan        | Wang Yafan        | 3           | 5           |  |  | 11           | Wang Qiang   | Wang Qiang   | 5            | 62           |  |
|  | 11          | Wang Qiang        | Wang Qiang        | 6           | 7           |  |  |              |              |              |              |              |  |